# Bâtiment situé 37 rue ''Kneginje Milice'' à Jagodina
Le bâtiment situé 37 rue Kneginje Milice à Jagodina (en serbe cyrillique : Зграда у улици Кнегиње Милице бр. 37 у Јагодини ; en serbe latin : Zgrada u ulici Kneginje Milice br. 37 u Jagodini) se trouve à Jagodina, dans le district de Pomoravlje, en Serbie. Il est inscrit sur la liste des monuments culturels protégés de la république de Serbie (identifiant no SK 276).

## Présentation
Le bâtiment est l'un des plus anciens conservé à Jagodina ; il a été construit dans la première moitié du XIXe siècle et constitue un exemple exceptionnel de l'architecture de la vieille ville.
Construit sur un terrain plat, il est constitué d'un rez-de-chaussée avec un porche-galerie soutenu par trois piliers en chêne ; ce porche sert d'entrée à la partie économique de la maison. Sous une partie du bâtiment se trouve une cave. Les murs sont construits selon de systèmes des colombages ; le toit en pente douce et à quatre pans est recouvert de tuiles.